# Puccinia sonorae
Puccinia sonorae ist eine Ständerpilzart aus der Ordnung der Rostpilze (Pucciniales). Der Pilz ist ein Endoparasit von Korbblütlern der Gattung Ambrosia. Symptome des Befalls durch die Art sind Rostflecken und Pusteln auf den Blattoberflächen der Wirtspflanzen. Sie ist ein Endemit Mexikos.

## Merkmale

### Makroskopische Merkmale
Puccinia sonorae ist mit bloßem Auge nur anhand der auf der Oberfläche des Wirtes hervortretenden Sporenlager zu erkennen. Sie wachsen in Nestern, die als gelbliche bis braune Flecken und Pusteln auf den Blattoberflächen erscheinen.

### Mikroskopische Merkmale
Das Myzel von Puccinia sonorae wächst wie bei allen Puccinia-Arten interzellulär und bildet Saugfäden, die in das Speichergewebe des Wirtes wachsen. Ihre Spermogonien wachsen oberseitig auf den Wirtsblättern. Die blattunterseitig wachsenden Aecien der Art sind becherförmig oder kurzzylindrisch und bilden kleine Gruppen. Sie besitzen 24–29 × 17–22 µm große, kugelige bis ellipsoide Aeciosporen mit warziger Oberfläche. Die überwiegend blattunterseitig wachsenden Uredien des Pilzes sind zimtbraun. Ihre ebenfalls zimtbraunen Uredosporen sind 18–22 × 17–20 µm groß, kugelig bis breitellipsoid und stachelwarzig. Die blattunterseitig wachsenden Telien der Art sind schwarzbraun, kompakt und unbedeckt. Die klar kastanienbraunen Teliosporen sind zweizellig, in der Regel breitellipsoid und 30–38 × 20–24 µm groß. Ihre Stiele sind farblos und bis zu 115 µm lang.

## Verbreitung
Das bekannte Verbreitungsgebiet von Puccinia sonorae umfasst den Nordosten Mexikos.

## Ökologie
Die Wirtspflanzen von Puccinia sonorae sind Ambrosia carduacea und A. cordifolia. Der Pilz ernährt sich von den im Speichergewebe der Pflanzen vorhandenen Nährstoffen, seine Sporenlager brechen später durch die Blattoberfläche und setzen Sporen frei. Die Art durchläuft einen Entwicklungszyklus mit Spermogonien, Aecien, Telien und Uredien, vollzieht aber keinen Wirtswechsel.